# Septembre 1782

## Événements

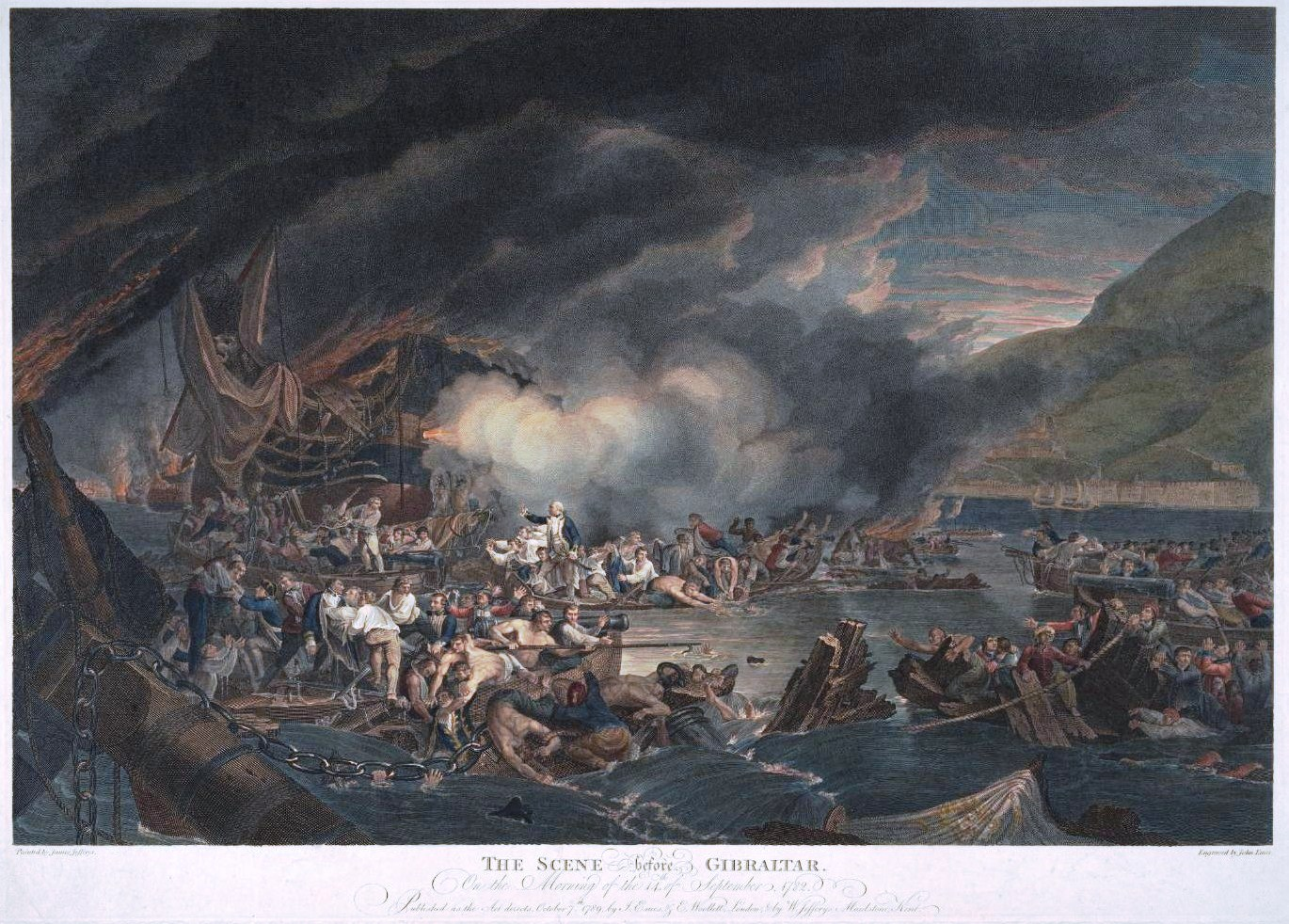
13 septembre : destruction des batteries flottantes espagnoles dans la nuit après l'échec de l'assaut franco-espagnol sur Gibraltar.

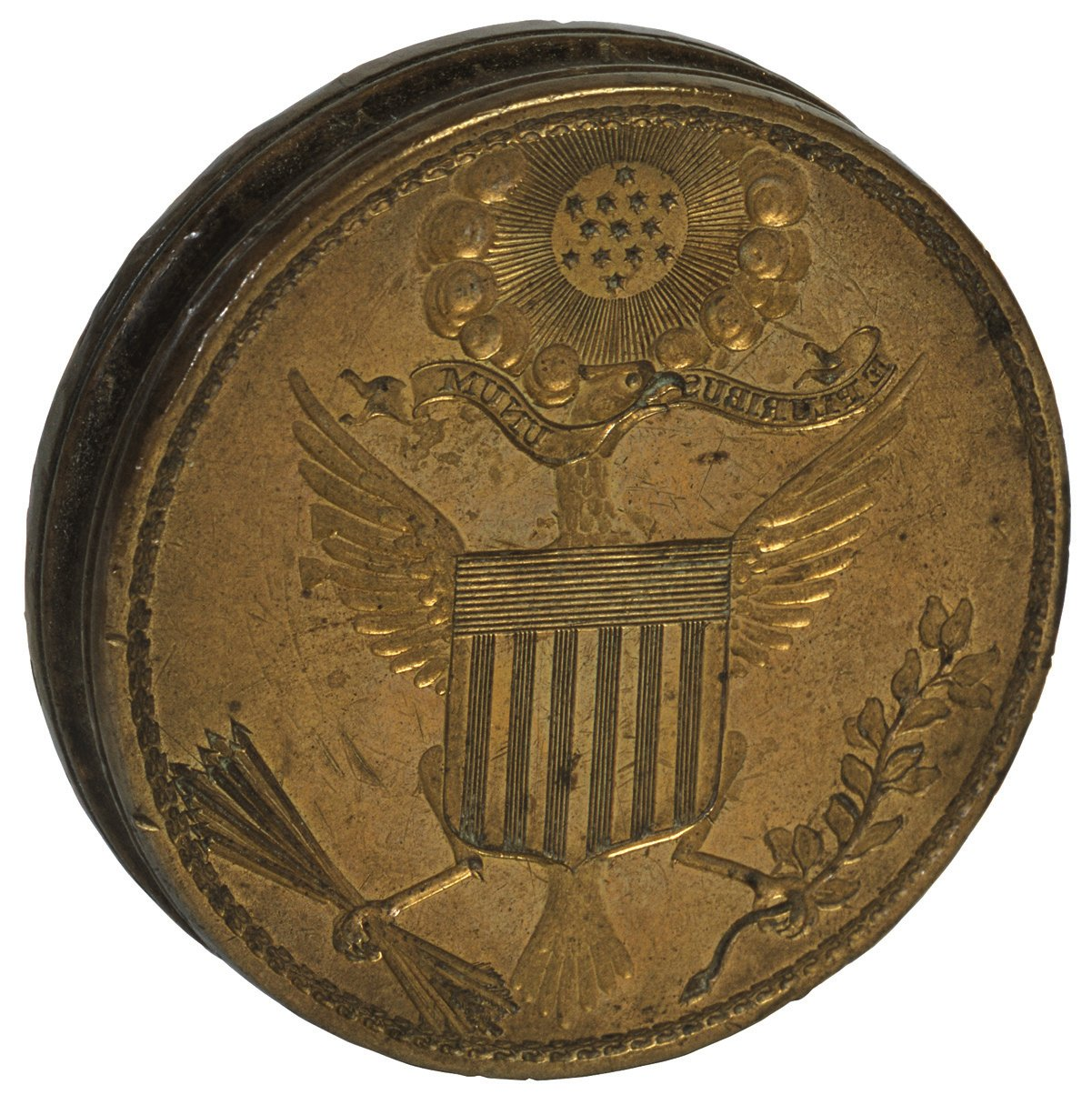
Grand sceau des États-Unis d'Amérique

- 10 septembre : mémoire de Catherine II de Russie à Joseph II, à qui elle propose un partage de l’empire ottoman et la fondation d’un empire de Dacie (Moldavie, Valachie, Bessarabie). La Bosnie et la Serbie reviendraient à l’Autriche. Joseph II veut reprendre les hostilités contre les Turcs et s’allie avec l’impératrice de Russie, qui amorce une politique de pénétration et de colonisation des territoires turcs et s’appuie sur une politique de protections des orthodoxes soumis à l’administration turque. Les Russes s’infiltrent en Géorgie[1].

- 16 septembre :
  - le Grand sceau des États-Unis d'Amérique est utilisé pour la première fois pour confirmer les signatures sur un document qui autorise George Washington à négocier un échange de prisonniers.
  - Ordonnance de Joseph II qui impose une nouvelle formule de serment aux évêques[2]. Réorganisation des diocèses sous l’impulsion de l’archevêque janséniste de Ljubljana Johann Karl Herberstein dans les États des Habsbourg. Les diocèses correspondent désormais aux unités administratives.

- 27 septembre[3] : tarif protectionniste en Russie.

## Naissances
- 23 septembre : Maximilian zu Wied-Neuwied (mort en 1867), naturaliste, ethnologue et explorateur allemand.